# 피플바이오
피플바이오(Peoplebio Inc.)는 대한민국의 신약 개발 기업이다. 본사는 경기 성남시 분당구 판교로 242, C동 6층에 위치해 있으며 대표이사는 강성민이다

## 유상증자
2023년 400억원 규모의 주주배정 유상증자와 주당 0.2주의 무상증자를 실시하였다

## 상장
2020년 10월 19일에 주관사를 키움증권으로 공모가 20,000원에 코스닥 시장에 상장하였다.

## 참고문헌
1. ↑  이권구, 피플바이오, 알츠하이머 초기 단계 발견 혈액검사 기술 발표, 팜뉴스, 2023년 7월 21일
2. ↑  피플바이오 "최근 하한가 사태, '사업 진행·상장 유지' 지장 없어", 히트뉴스, 2023년 11월 1일
3. ↑  서윤석, 피플바이오, 400억 규모 ‘주주배정 유상증자’ 결정, 바이오스펙테이터, 2023년 6월 30일